# Meng Zhao Juan
Meng Zhao Juan, alternativ nach amtliche Orthographie von Pinyin Meng Zhaojuan, (chinesisch 孟昭娟, Pinyin Mèng Zhāojuān, Jyutping Maang6 Ziu1gyun1, * 14. Dezember 1989, Tongliao in der Innere Mongolei, China) ist eine ehemalige chinesische Radrennfahrerin aus Hongkong, die auf Bahn und Straße Rennen bestritt.

## Sportliche Laufbahn
2010 machte Meng Zhao Juan erstmals international auf sich aufmerksam, als sie bei den asiatischen Meisterschaften gemeinsam mit Lee Wai-sze die Bronzemedaille im Teamsprint gewann und bei den Bahnweltmeisterschaften mit Lee Zehnte in derselben Disziplin wurde. Im Jahr darauf errangen Meng und Lee bei der Asienmeisterschaft erneut die Bronzemedaille. Insgesamt gewann sie viermal Bronze sowie zweimal Silber bei kontinentalen Meisterschaften.
Bis 2017 wurde Meng achtmal Meisterin von Hongkong, fünfmal auf der Bahn und dreim, 2014 – 2015 und 2016 – im Straßenrennen.
2016 wurde Meng für den Start im Sprint bei den Olympischen Spielen in Rio de Janeiro nominiert, ging aber nicht an den Start.

## Erfolge

### Bahn
2010
- Asienmeisterschaft – Teamsprint (mit Lee Wai-sze)

2011
- Asienmeisterschaft – Teamsprint (mit Lee Wai-sze), Mannschaftsverfolgung (mit Jamie Wong und Diao Xiao Juan)

2013
- Meisterin von Hongkong – Mannschaftsverfolgung (mit Xiao Juan Diao, Wan Yiu Jamie Wong und Yang Qianyu)

2014
- Asienmeisterschaft – Teamsprint (mit Lee Wai-sze), Mannschaftsverfolgung (mit Yang Qianyu, Pang Yao und Jamie Wong)

2015
- Asienmeisterschaft – Teamsprint (mit Lee Wai-sze), Mannschaftsverfolgung (mit Bo Yee Leung, Yang Qianyu und Pang Yao)
- Meisterin von Hongkong – Sprint, Keirin, Scratch, Teamsprint (mit Yang Qianyu)

2017
- Asienmeisterschaft – Omnium

### Straße
2012
- eine Etappe Tour of Zhoushan Island

2014
- Gesamtwertung und zwei Etappen Tour of Thailand
- Meisterin von Hongkong – Straßenrennen

2015
- Asienmeisterschaft – Straßenrennen
- Gesamtwertung und eine Etappe Tour of Thailand
- Meisterin von Hongkong – Straßenrennen

2016
- Meisterin von Hongkong – Straßenrennen